# 寺島啓太
寺島 啓太（てらしま けいた、1985年8月20日 - ）は、日本のフリーアナウンサー。大阪府大阪市出身。

## 来歴・人物
大阪府大阪市北区南森町出身。血液型はA型。
学生時代には『全国高等学校クイズ選手権』（日本テレビ）の全国大会に出場した経験を持つ。
2004年3月、同志社高校卒業。
2008年3月、同志社大学政策学部卒業。
2008年4月、四国放送に入社する。同期入社のアナウンサーは榎本真也、島川未有、久下真以子。
2016年3月、同社を退社。
2016年4月、文化放送と有期雇用契約を結んだうえで、同局のアナウンサーとして、スポーツ中継・関連番組を中心に出演。
2021年4月、同社を退社。
2021年5月、フリーアナウンサーに転身。文化放送のアナウンサー時代に担当していた中継・番組への出演も続けている。

## 現在の担当番組
特記のない場合は、文化放送の番組である。
- 文化放送ライオンズナイター
- 箱根駅伝実況中継 - 中継所のリポーターを経て、2020年の第96回大会中継で往路の「センター実況」（メイン実況）へ抜擢。
- BOAT RACEライブ→BOAT RACEプレミア（SG・プレミアムGⅠの優勝戦実況、地上波向けは2021年11月のチャレンジカップ準優勝戦から）
- 文化放送ニュース
- プロ野球ニュース（フジテレビONE）

## 過去の担当番組

### 四国放送時代
- バンリク（ラジオ）
- すぽーつ倶楽部（ラジオ）
- 各駅停車 寺島鉄道!（ラジオ）
- おはようとくしまプラス（テレビ）
- 徳島新聞ニュース （不定期）

### 文化放送時代
- 文化放送ホームランナイター - 実況などを担当
- なな→きゅう - 金曜パートナー
- スポーツダッシュ NEXT（2018・2019年度のナイターオフ番組） - 火・水曜パーソナリティ
- 千葉真子BEST SMILE ランニングクラブ（毎週土曜日5:20 - 5:35）- パートナー
- 菊池桃子のライオンミュージックサタデー - 「Weekly Momoko Style」レポーター

以下の番組では、 自身と同じく他局から有期契約で移籍したスポーツアナウンサー・片山真人（2018年3月で退社）と共にパーソナリティを担当。
- SUNDAY スポーツダッシュ!（2016年度のナイターオフ番組） - 片山との隔週交代で担当
- ダッシュ!アミーゴ1号2号（2017年度のナイターオフ番組） - 片山と共同で担当

### フリー転身後
- ラジオワールド「〜SDGs スペシャル・FUTURE MAKERS〜」（TBSラジオ、2022年5月1日）
- 全国高等学校野球選手権地方大会・埼玉大会（2022年より毎年7月、テレビ埼玉・県内CATV） -  実況
- 生島ヒロシのおはよう一直線（TBSラジオ、2022年8月23日） - 電話ゲスト
  - TBSグループのプロ野球・駅伝中継に携わっている熊崎風斗（TBSテレビのスポーツアナウンサー）が生島ヒロシに代わってパーソナリティを単独で務めていたことに伴う出演で、上記中継での実況などに関するクロストークを熊崎と展開した。
- オートレース（飯塚オートレース場、伊勢崎オートレース場CS放送の実況代理）